# Professor Kenny
Kenny Pires Mendes (Thompson, 14 de julho de 1971), mais conhecido como Professor Kenny, é um professor, militar, engenheiro e político canadense naturalizado brasileiro, filiado ao Progressistas (PP).
Foi deputado estadual de São Paulo entre 15 de março de 2019 e 15 de março de 2023.

## Biografia

### Início de vida e formação
Kenny chegou ao Brasil com seis anos de idade devido a uma doença da mãe, que recebeu recomendação médica para ir viver em um país com temperaturas quentes. Nessa época, foi registrado por seu pai como natural do município paulista de Cubatão, embora tenha nascido em Thompson, Canadá. Após o falecimento dela, Kenny voltou ao Canadá com o pai e graduou-se em engenharia. De 1989 a 1994 foi militar das forças de paz, em serviço pelo país de nascimento, esteve na Bósnia, Haiti, Somália e Kuwait, em missões de patrulhamento de paz.
Ainda no Canadá, casou-se com uma brasileira e voltou ao Brasil em 1994. O professor leciona inglês e francês em termos técnicos para os cursos da Universidade Santa Cecília (UniSanta). Kenny mantém uma plataforma de ensino de inglês na internet.

### Ativismo
Kenny já esteve amplamente envolvido em campanhas sociais como “Natal sem Fome”, a “Páscoa Solidária”, e a “Festa dos amigos” para as comunidades carentes; o “Natal Animal” para angariar mantimentos para ONGs animais; o “Protesto contra a especulação imobiliária”; e o “Na mesma moeda”, contra os preços abusivos dos combustíveis praticados em Santos, cidade a qual representa.

## Carreira política
Iniciou a carreira política em 2012, quando foi eleito vereador pela cidade de Santos com 3.376 votos, sendo reeleito em 2016, com expressiva votação 24.765 votos.
Até abril de 2018, foi filiado ao Partido da Social Democracia Brasileira (PSDB) e, devido à mudança de partido fora da janela partidária, teve seu mandato de vereador cassado de 24 de setembro a 10 de outubro por infidelidade partidária.
Nas eleições de 2018, foi candidato a deputado pelo Progressistas e foi eleito com 117.567 votos, sendo um dos mais votados no estado.
Em março de 2023, anunciou seu afastamento da política, alegando falta de motivação para se candidatar a novos cargos. Com isso, passou a dedicar-se completamente ao seu canal no YouTube e curso de inglês.